# Marcus Böick
Marcus Böick (* 1983 in Aschersleben) ist ein deutscher Historiker, der insbesondere zur Transformationsgeschichte, zur Wirtschaftsgeschichte und zur Sicherheitsgeschichte forscht.

## Leben
Nach dem Abitur in Hettstedt und Zivildienst studierte Böick von 2004 bis 2009 Geschichte, Politikwissenschaft, Soziologie und Sozialpsychologie an der Ruhr-Universität Bochum, wo er anschließend als Lehrbeauftragter und wissenschaftlicher Mitarbeiter tätig war. 2016 wurde er zum Dr. phil. promoviert. Von Oktober 2017 bis September 2023 war Böick als Akademischer Rat am Lehrstuhl von Constantin Goschler an der Ruhr-Universität Bochum tätig. Daneben war er Fellow am University College London und am DHI London (2021/22) sowie Gastprofessor an der Friedrich-Schiller-Universität Jena (2022). Im Jahr 2022/23 war er als Fellow an der Harvard University tätig. Seit Oktober 2023 ist Böick Assistant Professor in Modern German History und Fellow am King’s College der University of Cambridge.
Bekannt wurde Böick mit seinen Arbeiten zur Geschichte der Treuhandanstalt. Mit seiner von der Bundesstiftung zur Aufarbeitung der SED-Diktatur geförderten Dissertationsschrift legte er eine Ideen-, Organisations- und Erfahrungsgeschichte der Treuhandanstalt und ihres Personals vor, die im Fach und in der Tagespresse breit und überwiegend positiv besprochen wurde. Daneben veröffentlichte Böick zahlreiche Artikel und Studien zur Transformations- und Wirtschaftsgeschichte der 1990er Jahre.
Zu Böicks weiteren Forschungsschwerpunkten gehört die historische Organisationsforschung, die Geschichte des Neoliberalismus sowie die Sicherheits- und Gewaltgeschichte. Er ist Rezensionsredakteur bei H-Soz-Kult und gibt zusammen mit Ralph Jessen und Constantin Goschler seit 2020 das Jahrbuch Deutsche Einheit heraus.

## Schriften (Auswahl)

### Monografien und Studien
- Die Treuhand. Idee – Praxis – Erfahrung 1990–1994, Wallstein, Göttingen 2020.
- (mit Christoph Lorke) Zwischen Aufbruch und Abwicklung: eine Geschichte des „Aufbau Ost“, Bundeszentrale für politische Bildung, Bonn 2022.
- (mit Constantin Goschler) Wahrnehmung und Bewertung der Arbeit der Treuhandanstalt, Bochum 2017.
- Die Treuhandanstalt, Landeszentrale für politische Bildung Thüringen, Erfurt 2015.

### Herausgeberschaften
- (mit Ralph Jessen und Constantin Goschler) Jahrbuch Deutsche Einheit, Ch. Links Verlag, Berlin seit 2020
- (mit Marcel Schmeer) Im Kreuzfeuer der Kritik. Umstrittene Organisationen im 20. Jahrhundert, Campus, Frankfurt/M. u. a. 2020.
- (mit Constantin Goschler und Julia Reus) Kriegsverbrechen, Restitution, Prävention. Aus dem Vorlass von Benjamin B. Ferencz, Vandenhoeck & Ruprecht, Göttingen 2019.
- (mit Kerstin Brückweh) Weder Ost noch West. Ein Themenschwerpunkt über die schwierige Geschichte der Transformation Ostdeutschlands. In: Zeitgeschichte-online, März 2019, https://zeitgeschichte-online.de/themen/weder-ost-noch-west.
- (mit Franziska Kuschel und Anja Hertel) Aus einem Land vor unserer Zeit. Eine Lesereise durch die DDR-Geschichte, Metropol-Verlag, Berlin 2012.